# Jelena Novikova
Jelena Dmitriëvna Novikova-Belova (Russisch: Елена Дмитриевна Новикова-Белова0) (Sovjetskaja Gavan, 28 juli 1947) is een Sovjet-Russisch schermer.
Novikova werd in 1968 olympisch kampioen, zowel individueel als met de Sovjetploeg, in het Mexicaanse Mexico-stad. Zij speelde tijdens de spelen met pijnstillers vanwege een beenblessure.
Tussen de spelen van 1968 en 1972 trouwde zij met moderne vijfkamper Vjatsjeslav Belov.
Tijdens de spelen van 1972 in München verdedigde zij met haar ploeggenoten met succes de titel in de landenwedstrijd; individueel eindigde zij als vijfde.
In de finalepoule van de spelen van 1976 verloor ze van de Hongaarse Ildikó Schwarczenberger en in de laatste wedstrijd van onderaan geëindigde Ildikó Farkasinszky-Bóbis, door deze nederlaag moest Belova genoegen nemen met de bronzen medaille.
Na haar studie en promotie in de pedagogiek werd Belova docent psychologie en pedagogiek aan de Wit-Russische Academie voor Lichamelijke Opvoeding en Sport. Haar tweede echtgenoot componist Valeri Ivanov componeerde een wals voor haar.
In 2007 ontving Belova van het IOC de Pierre de Coubertin-medaille.

## Resultaten

### Olympische Zomerspelen
| Jaar | Plaats      | Resultaten            |
| ---- | ----------- | --------------------- |
| 1968 | Mexico-stad | floret floret team    |
| 1972 | München     | 5e floret floret team |
| 1976 | Montreal    | team floret team      |
| 1980 | Moskou      | 9e floret floret team |

### Wereldkampioenschappen schermen
| Jaar | Plaats       | Resultaten           |
| ---- | ------------ | -------------------- |
| 1969 | Havana       | floret · floret team |
| 1970 | Ankara       | floret · floret team |
| 1971 | Wenen        | floret team          |
| 1973 | Göteborg     | floret team          |
| 1974 | Grenoble     | floret team          |
| 1975 | Boedapest    | floret team          |
| 1977 | Buenos Aires | floret · floret team |
| 1978 | Hamburg      | floret team          |
| 1979 | Melbourne    | floret team          |

1924: Ellen Osiier ·
1928: Helene Mayer ·
1932: Ellen Preis ·
1936: Ilona Elek ·
1948: Ilona Elek ·
1952: Irene Camber ·
1956: Gillian Sheen ·
1960: Heidi Schmid ·
1964: Ildikó Uslaky-Rejtő ·
1968: Jelena Novikova ·
1972: Antonella Ragno-Lonzi ·
1976: Ildikó Schwarczenberger ·
1980: Pascale Trinquet ·
1984: Luan Jujie ·
1988: Anja Fichtel ·
1992: Giovanna Trillini ·
1996: Laura Badea ·
2000: Valentina Vezzali ·
2004: Valentina Vezzali ·
2008: Valentina Vezzali ·
2012: Elisa Di Francisca ·
2016: Inna Deriglazova ·
2020: Lee Kiefer ·
2024: Lee Kiefer
1960: Gorochova, Petrenko, Proedskova, Rastvorova, Sjisjova, Zabelina ·
1964: Juhász-Nagy, Marosi, Mendelényi-Ágoston, Sákovics-Dömölky, Ildikó Ujlaki-Rejtő ·
1968: Gorochova, Petrenko-Samoesenko, Novikova, Tsjirkova, Zabelina ·
1972: Belova-Novikova, Gorochova, Petrenko-Samoesenko, Tsjirkova, Zabelina ·
1976: Belova-Novikova, Giljazova, Knjazeva, Sidorova, Nikonova ·
1980: Begard, Brouquier, Gaudin, Muzio, Trinquet ·
1984: Bischoff, Funkenhauser, Hanisch, Weber, Wessel ·
1988: Bau, Fichtel, Funkenhauser, Klug, Weber ·
1992: Bianchedi, Bortolozzi, Trillini, Vaccaroni, Zalaffi ·
1996: Bortolozzi, Trillini, Vezzali ·
2000: Bianchedi, Giacometti, Trillini, Vezzali ·
2008: Boiko, Lamonova, Nikichina, Sjanajeva ·
2012: Errigo, Di Francisca, Salvatori, Vezzali ·
2020: Deriglazova, Zagidoellina, Korobejnikova, Martjanova ·
2024: Dubrovich, Kiefer, Scruggs, Weintraub